# Porites horizontalata
Porites horizontalata är en korallart som beskrevs av Hoffmeister 1925. Porites horizontalata ingår i släktet Porites och familjen Poritidae. IUCN kategoriserar arten globalt som sårbar. Inga underarter finns listade i Catalogue of Life.